# Anian z Celedo
Anian z Celedo – tłumacz pism Jana Chryzostoma i autor niezachowanego dzieła (napisanego ok. 420 roku) będącego polemiką z Hieronimem ze Strydonu. W latach 419-421 przełożył na łacinę Homilie na Ewangelię św. Mateusza Jana Chryzostoma oraz siedem jego mów ku czci św. Pawła. Prawdopodobnie jest on również autorem przekładów innych pism Jana Chryzostoma.